# Pandanus reticulatus
Pandanus reticulatus är en enhjärtbladig växtart som beskrevs av Eugène Vieillard. Pandanus reticulatus ingår i släktet Pandanus och familjen Pandanaceae. IUCN kategoriserar arten globalt som sårbar.
Artens utbredningsområde är Nya Kaledonien. Inga underarter finns listade.